# Calibishie
Calibishie este un oraș din Dominica.